# Барбаровская усадьба
Барбаровская усадьба (бел. Барбароўская сядзіба) — усадебно-парковый комплекс, существовавший в д. Барбаров (Мозырский район) в XIX — первой половине XX вв. 

## История
Дворец был построен собственником окрестных земель дворянином Александром Игнатьевичем Горваттом (к. 1800—1888) как частная резиденция где-то в 1830—1840 гг. на месте древнего замка на высоком правом берегу р. Припять. Усадебный ансамбль включал дворец, флигели, оранжерею, католическую часовню, дом управителя и пейзажный парк.

## Архитектура
Дворец был возведен в стиле классицизма. По словам польского исследователя истории усадеб А. Урбаньского, автором проект был рижский архитектор Люнебург, хотя существуют и другие версии относительно авторства. 
Представлял собой прямоугольный в плане двухэтажный объем с четырехколонным портиком в центре фасада. Был накрыт вальмовой крышей. С торцовой стороны к зданию присоединялась одноэтажная оранжерея. К месту, где находился дворец, ведет липовая аллея, начинающаяся каменными воротами в стиле ампир в виде двух пилонов, объединенных коваными вестницами и завершенных декоративными вазами. Аллея проходит через арочный мост и завершается овальным партером. 
Дом управителя — одноэтажное каменное прямоугольное в плане здание с четырехколонным портиком. В доме управителя расположена Барбаровская восьмилетняя школа.
В усадьбе была представлена огромная библиотека и архив, хранилась богатая коллекция живописи, в которой были представлены полотна таких великих художников как Рембрандт, Рубенс, Бочарелли, Ванькович, Дамель, Суходольский (белорусского живописца-баталиста). В дворце также были позолоченные подсвечники и бронзовые канделябры, хрусталь, фамильное серебро и часы, изготовленные в Петербургской мастерской Хопина и большая коллекция скульптур. 

## Парк
Парк площадь около 5 га состоит из двух частей. На более низком южном участке, где стоял дворец, который тремя боковыми флигелями ограничивал парадный двор, посадки имели регулярную планировку. Более высокий западный участок отделяется от него ложбиной, по которой проходила аллея, обсаженная конским каштаном обыкновенным. 
За парком, в двухстах метрах от окраины Барбарова, на береговом откосе озера Бергут, находились каменная беседка и фамильная часовня-усыпальница (1833).

## Современное состояние
- Фрагменты усадебно-паркового комплекса Горваттов (XIX в.) 
  - Фигель, ул. Ленинская, 84 (инв. № 330/С-8595)
  - Парк
  - Мостик
  - Въездные ворота, ул. Мацепуро М. Е.